# Jules Coen
Jules Dominique Eugène Coen, né le 24 février 1928 à Waremme et mort le 4 juillet 2014  à Waremme, est un homme politique et écrivain belge. 
Homme politique belge francophone, il eut une longue et active carrière au sein du parti libéral. Il fut notamment Sénateur, Conseiller communal de la Ville de Waremme, Conseiller provincial de la Province de Liège, Questeur du Conseil provincial. Il figura parmi les 131 parlementaires francophones qui fondèrent le premier parlement wallon. 
Il est également essayiste, romancier, conteur et nouvelliste. Il s'applique à faire revivre les mœurs, personnages et traditions de la région de Hesbaye, riche en souvenirs du passé.
De nombreux prix littéraires lui ont été attribués.
Il est actuellement Sénateur honoraire, Secrétaire honoraire du Sénat, Conseiller provincial honoraire, Questeur honoraire du Conseil provincial de Liège, Conseiller communal honoraire de la Ville de Waremme, Membre de l'Association royale des écrivains de Wallonie, Membre de l'Association des journalistes périodiques belges et étrangers depuis 1959 (il en est membre d'honneur depuis 2014 et les 55 années écoulées depuis son entrée). 
Il est aussi fondateur de l'Organisation mondiale de la presse périodique et secrétaire de l'Association des écrivains de langue française.
C'est grâce à son intervention que Waremme retrouva en 1985 son titre de Ville (loi du 5 mars 1985).
Il s'activa également à faire aboutir en 2014 le classement, par arrêté de la Région wallonne du 4 février 2014, du château de Selys Longchamps, de même que les dépendances et le parc, le tout étant considéré comme un ensemble.
Il est inhumé à Waremme.

## Carrière politique
- conseiller communal de Waremme (1965-1988)
- conseiller provincial de Liège (1965-1977)
- sénateur provincial du Luxembourg (1977-1978)
- sénateur provincial du Hainaut (1979-1981)
- membre du Conseil régional wallon (1980-1981)
- sénateur provincial du Luxembourg (1981-1985)

## Consécrations
- 1982 : Prix Baron Pierre Warnant, pour Michel-Edmond de Selys-Longchamps 1813-1900. Gentilhomme savant et démocrate
- 1990 : Plume d'Or au Concours international de l'Académie internationale des Arts contemporains, pour Mes jeunes saisons
- 1991 : Prix de l'Escaut au Grand prix littéraire de Wallonie. Prix d'honneur, médaille de vermeil et de la Ville de Charleroi, pour Le Noël du petit garçon pauvre
- 1992 : Prix du Président au Concours international de l'Académie internationale des Arts contemporains, pour Les tribulations d'un trappeur waremmien
- 1993 : Prix des Fagnes au Grand Prix International de Wallonie, pour Jason
- 1995 : Premier prix de prose au Grand Prix International Raymond Bath, pour Le destin d'Adrien Pelardeau
- 1995 : Premier prix et médaille d'or au Grand Prix International de Wallonie, pour La mort du clochard
- 1994 : L'ensemble des archives politiques du Sénateur Coen a fait l'objet d'un inventaire publié par le service d'historiographie du Sénat et rédigé par Madame Nicole Mondelaers. Avant-propos de Mr Herman Nys, Secrétaire général du Sénat
- 1995 : Histoire du Sénat de Belgique (1831-1995) Édition Racine (voir page 343)